# Reinhold Röhricht
Röhricht Reinhold (ur. 18 listopada 1842 w Bolesławcu (Bunzlau), zm. 2 maja 1905 w Berlinie) – niemiecki historyk, badacz historii wypraw krzyżowych, autor publikacji z tego zakresu.

## Wybrane prace
- Bibliotheca geographica Palaestinae, Berlin 1890;
- Geschichte des Königreiches Jerusalem 1100-1291, Innsbruck 1898;
- Regesta regni Hierosolymitani 1097-1291, Innsbruck 1893;
- Quinti belli sacri scriptores minores, ed. R. Röhricht, Genf 1879 (w serii Société de l'Orient Latin];
- Testimonia minora de quinto bello sacro, ed. R. Röhricht, Genf 1892 (w serii Société de l'Orient Latin];
- Annales de Terre Sainte, ed. R. Röhricht i R. Raynaud, Archives d'Orient Latin 2 (1884)
- Ricoldo de Monte Croce, Lettres sur la prise d'Acre, ed. R. Röhricht, Archives d'Orient Latin 2 (1884);
- Beiträge zur Geschichte der Kreuzzüge, Berlin 1874;
- Der Kinderkreuzzug von 1212, Historische Zeitschrift 36 (1876};
- Studien zur Geschichte des Fünften Kreuzzuges, Innsbruck 1891.
- Geschichte des ersten Erster Kreuzzuges; Innsbruck 1901; Neudr. Aalen 1968.